# Шаранич, Иван
Иван Шаранич (хорв. Ivan Šaranić; родился 12 мая 2003, Загреб) — хорватский футболист, полузащитник клуба «Динамо (Загреб)».

## Футбольная карьера
Иван - уроженец города Сисак, расположенного в административном центре жупании Сисак-Мославина. Футболом начинал заниматься в местной команде «Сегеста», откуда в 12 лет перебрался в академию лидера хорватского футбола - загребского «Динамо». С сезона 2020/2021 - игрок второй команды. Дебютировал за неё 7 марта 2021 года в поединке против «Солина». Всего в сезоне провёл 8 встреч, забил 3 мяча.
16 декабря 2020 года Шаранич дебютировал в основной команде в поединке Кубка Хорватии против «Рудеша», выйдя на поле на 84-й минуте вместо Изета Хайровича. 12 мая 2021 года Иван дебютировал в чемпионате Хорватии, в поединке против Вараждина, выйдя на замену на 75-й минуте вместо Йяйи Атьемвена. Всего в дебютном сезоне провёл три встречи.
Является постоянным игроком юношеских сборных Хорватии.

## Достижения
«Динамо» (Загреб)
- Чемпион Хорватии: 2020/21
- Обладатель Кубка Хорватии: 2020/21